# Nephelium macrophyllum
Nephelium macrophyllum är en kinesträdsväxtart som beskrevs av Ludwig Radlkofer. Nephelium macrophyllum ingår i släktet Nephelium och familjen kinesträdsväxter. Inga underarter finns listade i Catalogue of Life.